# Тилічкі
Тилічкі (пол. Tyliczki, нім. Tielitz) — село в Польщі, у гміні Ліпінки-Лужицькі Жарського повіту Любуського воєводства.
Населення — 35 осіб (2011).
У 1975-1998 роках село належало до Зеленогурського воєводства.

## Демографія
Демографічна структура станом на 31 березня 2011 року:
|          | Загалом | Допрацездатний вік | Працездатний вік | Постпрацездатний вік |
| -------- | ------- | ------------------ | ---------------- | -------------------- |
| Чоловіки | 15      | 6                  | 8                | 1                    |
| Жінки    | 20      | 7                  | 8                | 5                    |
| Разом    | 35      | 13                 | 16               | 6                    |